# Christian Rovsing
Christian Rovsing (n. 2 noiembrie 1936) este un om politic danez, membru al Parlamentului European în perioada 1999-2004 din partea Danemarcii. 
1. 1 2  Deputații în Parlamentul European